# Limonia caucasica
Limonia caucasica är en tvåvingeart som beskrevs av Paul Lackschewitz 1940. Limonia caucasica ingår i släktet Limonia och familjen småharkrankar. Inga underarter finns listade i Catalogue of Life.